# カルスバッハ
カルスバッハ (ドイツ語: Karsbach) は、ドイツ連邦共和国バイエルン州ウンターフランケン行政管区のマイン＝シュペッサルト郡に属す町村（以下、本項では便宜上「町」と記述する）である。行政機関は同名の首邑に置かれている。

## 地理

### 位置
この町はヴュルツブルク地方に位置している。

### 自治体の構成
この町は4つのオルツタイル（行政上の地区）からなり、それぞれが独自のゲマルクング（不動産上の地区）を形成する。
- ヘスドルフ
- ヘルリヒ
- カルスバッハ
- ヴァイヤースフェルト

## 地名

### 語源
カルスバッハという地名は、ゲッセンハイム付近でヴェルン川に合流する同名の小川（現在はクーバッハという名称である）に由来する。

### 古い表記
この町は、様々な古地図や史料に以下のような表記で記されている。
| - 823年 Caragoltesbah - 824年 Karagoltesbah - 880年 Charoltesbach - 948年 Karoldesbach | - 1252年 Karolspach - 1303年 Karlspach - 1327年 Karspach - 1549年 Karsbach |

## 歴史

### 19世紀から21世紀
1803年の世俗化に伴い、この町におけるヴュルツブルク司教領およびユリウスシュピタールの権利はバイエルン大公に移譲されたが、1805年のプレスブルクの和約により、新設されたヴュルツブルク大公国に分離された。この権利は1814年に再びバイエルン王国に戻された。バイエルンの行政改革に伴う1818年の自治体令により現在の自治体が成立した。
ヘスドルフに住んでいたユダヤ人家族たちはフスガッセ6番地にシナゴーグを建設したが、1938年11月の排斥運動（水晶の夜）により破壊された。ヘルリッヒャー通りとブルネンガッセとの角、町の庁舎前にこの事件の記念碑が建立されている。
1945年のアメリカ軍によるハンメルブルクへ向かう戦車の奇襲攻撃はヘルリヒ集落で流血の結末を迎えた。
2005年にヴァイヤースフェルトは、コンテスト「我らの村が美しい - 我らの村には未来がある」で、マイン＝シュペッサルト郡で最も美しい村に選ばれた。

### 町村合併
1978年5月1日、それまで独立していた町村、ヴァイヤースフェルト、ヘルリヒ、ヘスドルフが合併した。

## 住民

### 宗教
カルスバッハは、カトリックの聖ゲルトルート教区の所在地である。この教区はヴァイヤースフェルトの聖アルバヌス教会を支教会とし、ヴュルツブルク司教区カールシュタット首席司祭区に属す。福音主義の教会組織および教会堂は、ヘスドルフとヘルリヒに存在する。これらは、バイエルン福音主義＝ルター派教会のロール監督管区に属している。

### 人口推移
1988年から2018年までの間にこの町の人口は1,497人から1,723人へ226人、約 15.1 % 増加した。
- 1961年: 1485 人[5]
- 1970年: 1526 人[5]
- 1987年: 1507 人
- 1991年: 1607 人
- 1995年: 1651 人
- 2000年: 1788 人
- 2005年: 1828 人
- 2010年: 1747 人
- 2015年: 1743 人

## 行政
この町は、ゲミュンデン・アム・マイン行政共同体に加盟している。

### 首長
1996年5月1日からマルティン・ゲーベル (Freie Bürger Karsbach) が町長を務めている。彼は2020年3月15日の選挙で 88.6 % の支持票を獲得して、さらに6年の任期を得た。

### 議会
この町の議会は12議席からなる。

### 紋章
図柄: 緑地。下部に描かれた銀の波帯の上に、赤い宝石が埋め込まれた金の帝冠が浮かんでいる。上部には2輪の銀色のアマの花。
この紋章は1968年から用いられている。

## 文化と見所

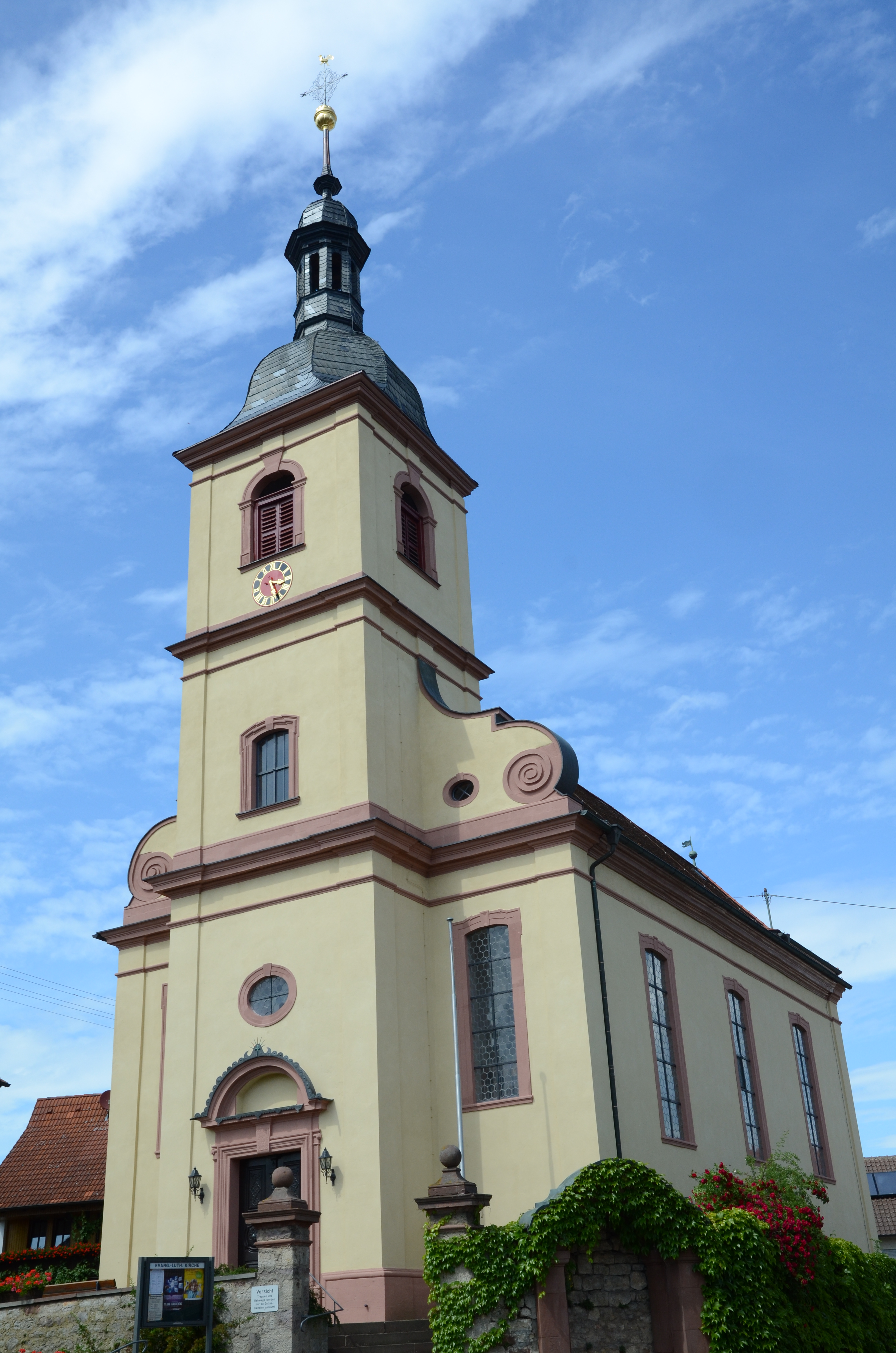
ヘスドルフの福音主義教会

### 建築
- ヘスドルフの福音主義教区教会（1744年献堂）多くが原型のまま保持されているバロックオルガンを持つ
- ヘルリヒの旧水城（1560年頃建造、現在は一部の遺構が遺るのみである）価値の高いルネサンスの遺品は、1883年にテュンゲンのレントアムト・ツァイトロフス（財務管理を行う役所）によりベルリン工芸美術館（ドイツ語版、英語版）に売却された。

## 経済と社会資本

### 経済構造
2018年6月30日時点で、町内には89人の社会保険支払い義務のある就労者が働いていた。町内に住む社会保険支払い義務のある就労者は755人であるので、町内から町外に通勤する就労者の人数は、町外から町内に通勤する就労者の人数よりも666人多い。2016人の農場は34軒であった。

### 交通
町内を連邦道 B27号線が通っている。この道路は街の中心部ではすぐ西側を迂回している。

### 教育
町内には保育園が1園あり、定員70人に対して61人の子供が在籍している（2019年現在）。